# Plexus veineux rectal
Le plexus veineux rectal (ou plexus hémorroïdaire ) est un plexus qui entoure le rectum et communique en avant avec le plexus veineux vésical ou le plexus veineux vaginal.
Il permet une communication entre le système porte et le système veineux ; ce qui permet l'administration de certains médicaments normalement administrés par voie orale, en contournant le métabolisme de premier passage.

## Structure
Il se compose de deux parties : l'interne dans la sous-muqueuse et l'externe à l'extérieur de la couche musculaire.

### Plexus interne
Le plexus interne présente une série de chambres disposées en cercle autour du tube, immédiatement au-dessus de l'orifice anal, et reliées par des branches transversales.

### Plexus externe
- La partie supérieure du plexus externe est drainée par la veine rectale supérieure qui forme le début de la veine mésentérique inférieure, un affluent de la veine porte.
- La partie médiane du plexus externe est drainée par la veine rectale médiane qui rejoint la veine iliaque interne.
- La partie inférieure du plexus externe est drainée par les veines rectales inférieures dans la veine pudendale interne.

## Situation
Les veines du plexus hémorroïdaire sont contenues dans un tissu conjonctif très lâche, de sorte qu'elles reçoivent moins de soutien des structures environnantes que la plupart des autres veines et sont moins capables de résister à une augmentation de la pression artérielle.